# Pierre Bergounioux
Pierre Bergounioux (Brive-la-Gaillarde, 1949) is een Frans schrijver. In 2002 won hij de Grand prix de littérature de la SGDL voor zijn volledige oeuvre. Hij is ook beeldhouwer-lasser, waarbij hij door anderen weggegooide metalen voorwerpen hergebruikt.

## Prijzen
- 1985 - Prix Alain-Fournier en de Prix François Mauriac de la Région Aquitaine voor Ce pas et le suivant
- 1996 - Prix France Culture voor Miette
- 2001 - Prix Charles Brisset voor Le premier mot
- 2002 - Grand prix littéraire de la SGDL voor zijn gehele oeuvre
- 2002 - Prix Virgile
- 2009 - Prix Roger Caillois voor zijn gehele oeuvre
- 2021 - Prix de la langue française